# São João de Lourosa
São João de Lourosa es una freguesia portuguesa del concelho de Viseu, con 24,30 km² de superficie y 4.316 habitantes (2001). Su densidad de población es de 177,6 hab/km².